# Streifenanbau

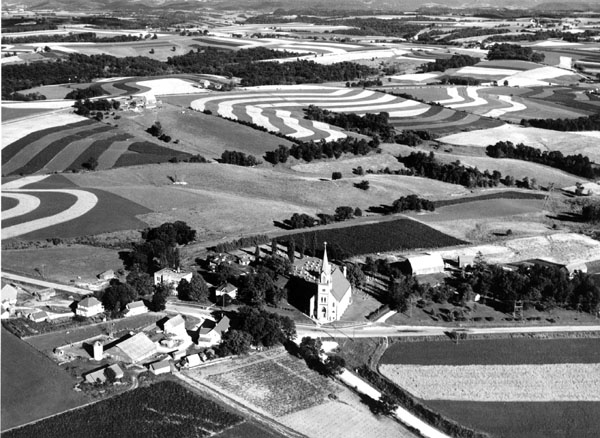
Streifenanbau (Strip farming) in Wisconsin, USA, 1957

Unter Streifenanbau (engl. strip cropping oder strip farming) versteht man die Abfolge schmaler, bebauter und unbebauter Feldstreifen mit dem Ziel die Erosion durch Wasser und Wind zu mindern.
Besonders in den Great Plains, wo Boden- und Winderosion zur Abtragung der fruchtbaren Bodenoberfläche führen, ist diese Methode zum Bodenschutz sehr verbreitet. Sie wird angewandt, wenn das Gefälle zu steil ist, über eine zu lange Strecke verläuft oder andere Anbaumethoden die Bodenerosion oder Winderosion nicht verhindern können. 
Vor der Einsaat werden beim Streifenanbau Streifen parallel zum Hangverlauf gepflügt (engl. contour farming), oder bei flachen Feldern in Regionen wie in den Great Plains, wo stärkere Winde wehen, entgegen der Hauptwindrichtung, um Boden- oder Winderosion zu verhindern.
Beim Streifenanbau erfolgt der Anbau nicht in großflächigen Monokulturen, sondern es wechseln Streifen von dicht gesäten Feldfrüchten wie Heu, Weizen oder anderen kleinen Samen mit Streifen von in Reihe angebauten Feldfrüchten wie Mais, Sojabohnen, Baumwolle oder Zuckerrüben ab.
Um Bodenerosion zu verhindern, sollen nach Aberntung der Anbaufläche dort Reste der angebauten Pflanzen als Schutz verbleiben.

## Nachteile der Anbaumethode
Die Durchführung des Pflügens, Einsäens und Erntens ist erheblich zeit- und arbeitsaufwendiger als bei großflächigen Monokulturen, die sich in einem Stück bearbeiten lassen.
Die Erntetermine sind unterschiedlich, so dass nur Teile der Anbauflächen abgeerntet werden können.
Beim Pflügen muss der Hangverlauf beachtet werden, so dass die Furchen nicht schnurgerade, sondern senkrecht zum Hang wellenförmig verlaufen, was ein langsameres Arbeitstempo erforderlich macht.
Viele Bauern, die aufgrund der starken Erosion und der Verschlechterung der Bodenqualität Streifenanbau durchgeführt haben, waren nicht auf Dauer bereit, diese Methode anzuwenden, weil ihnen der Aufwand zu hoch erschien.